# Estació de Betanzos-Infesta
L'Estació de Betanzos-Infesta és l'estació més important de la localitat de Betanzos, a la província de la Corunya. Té serveis de mitjana i llarga distància operats per Renfe.
Pertany a la línia que uneix la Corunya amb Lleó i és el punt de partida d'un petit ramal d'uns 40 km que uneix Betanzos amb Ferrol. Les dues línies són d'ample ibèric, en via única i sense electrificar.

## Trens

### Mitjana Distància
| Línia | Origen/destinació | Destinació/origen                      |
| ----- | ----------------- | -------------------------------------- |
| 4     | A Coruña          | Lugo Monforte de Lemos Ourense-Empalme |
| 5     | A Coruña          | Ferrol                                 |

### Llarga Distància
| Tren                | Origen/destinació | Parades Intermèdies | Destinació/origen | Observacions                 |
| ------------------- | ----------------- | --- | ----------------- | ---------------------------- |
| Alvia               | Ferrol            | Pontedeume · Betanzos-Cidade · Betanzos-Infesta · A Coruña · Santiago de Compostela · Ourense-Empalme · A Gudiña · Puebla de Sanabria · Zamora · Medina del Campo AV · Segòvia-Guiomar | Madrid-Chamartín  | 1 tren diari per sentit      |
| Alvia               | Ferrol            | Betanzos-Infesta · A Coruña · Santiago de Compostela · Ourense-Empalme · Zamora | Madrid-Chamartín  | 1 tren diari per sentit      |
| Trenhotel Atlántico | Ferrol            | Pontedeume · Betanzos-Infesta · Curtis · Guitiriz · Lugo · Sarria · Monforte de Lemos · San Clodio-Quiroga · A Rúa-Petín · O Barco de Valdeorras · Ponferrada · Bembibre · Astorga · Veguellina · Lleó · Sahagún · Palència · Venta de Baños · Valladolid-Campo Grande · Medina del Campo · Àvila    | Madrid-Chamartín  | 6 trens setmanals per sentit |
| Trenhotel Galicia   | A Coruña          | Betanzos-Infesta · Curtis · Lugo · Sarria · Monforte de Lemos · San Clodio-Quiroga · A Rúa-Petín · O Barco de Valdeorras · Ponferrada · Astorga · Lleó · Palència · Burgos-Rosa de Lima · Logronyo · Castejón de Ebro · Tudela de Navarra · Saragossa-Delicias · Lleida Pirineus · Camp de Tarragona | Barcelona-Sants   | 1 tren diari per sentit      |